# Romain Paulhan
Pour les articles homonymes, voir Paulhan.
Romain Paulhan, né le 14 avril 1988, est un descendeur français.

## Biographie
Romain Paulhan commence le VTT de descente (DH\Downhill) sur les pentes du mont Lozère, à proximité du Bleymard. Il rejoint ensuite le club du Roc de la Lègue à Chanac. Il fait partie des premiers cyclistes à composer l'équipe de marque du team VTT planète 2 roues Lozère.
Le 18 juin 2010 il crée la surprise à la face de Bellevarde de Val d'Isère en décrochant le titre de champion de France élite de VTT descente,,.
Il se blesse lors d'une chute en compétition peu avant les championnats de France 2011 et ne peut donc défendre son titre. 
Il quitte le team planète 2 roue pour le team Scott 11 pour la saison 2012. 

## Palmarès
Élite
- Champion de France : 2010
- coupe de France de VTT : 1e en 2014

## Sources et références
1. ↑  (fr) Le Monde.fr
2. ↑  (fr) L'équipe.fr
3. ↑  (fr) RMC.fr
4. ↑  (fr) Article sur UniversalBikeRacing.com